# Sinhagad
Sinhagad (Marathi: सिंहगड) é um forte localizado a cerca de 35 km ao sudoeste da cidade de Pune, Índia . Algumas das informações disponíveis sugerem que o forte poderia ter sido construído há dois mil anos. As cavernas e as esculturas no templo de Kaundinyeshwar são uma prova disso.
Anteriormente conhecido como Kondhana, o forte foi palco de muitas batalhas, principalmente a Batalha de Sinhagad, em 1670. Empoleirado em um penhasco isolado da cordilheira de Bhuleswar nas montanhas Sahyadri, o forte está situado em uma colina a cerca de 760 metros acima do solo e 1312 metros acima do nível médio do mar.  
O Sinhagad (Forte do Leão) foi construído estrategicamente para fornecer proteção natural, graças às suas encostas muito íngremes. Os muros e bastiões foram construídos apenas em locais importantes. Existem dois portões para entrar no forte, o Kalyan Darwaza e Pune Darwaza, que estão posicionados nas extremidades sudeste e nordeste, respectivamente. O forte também estava estrategicamente localizado no centro de uma série de outros fortes do Império Maratha, como o Forte Rajgad, o Forte Purandar e o Forte Torna .

## História

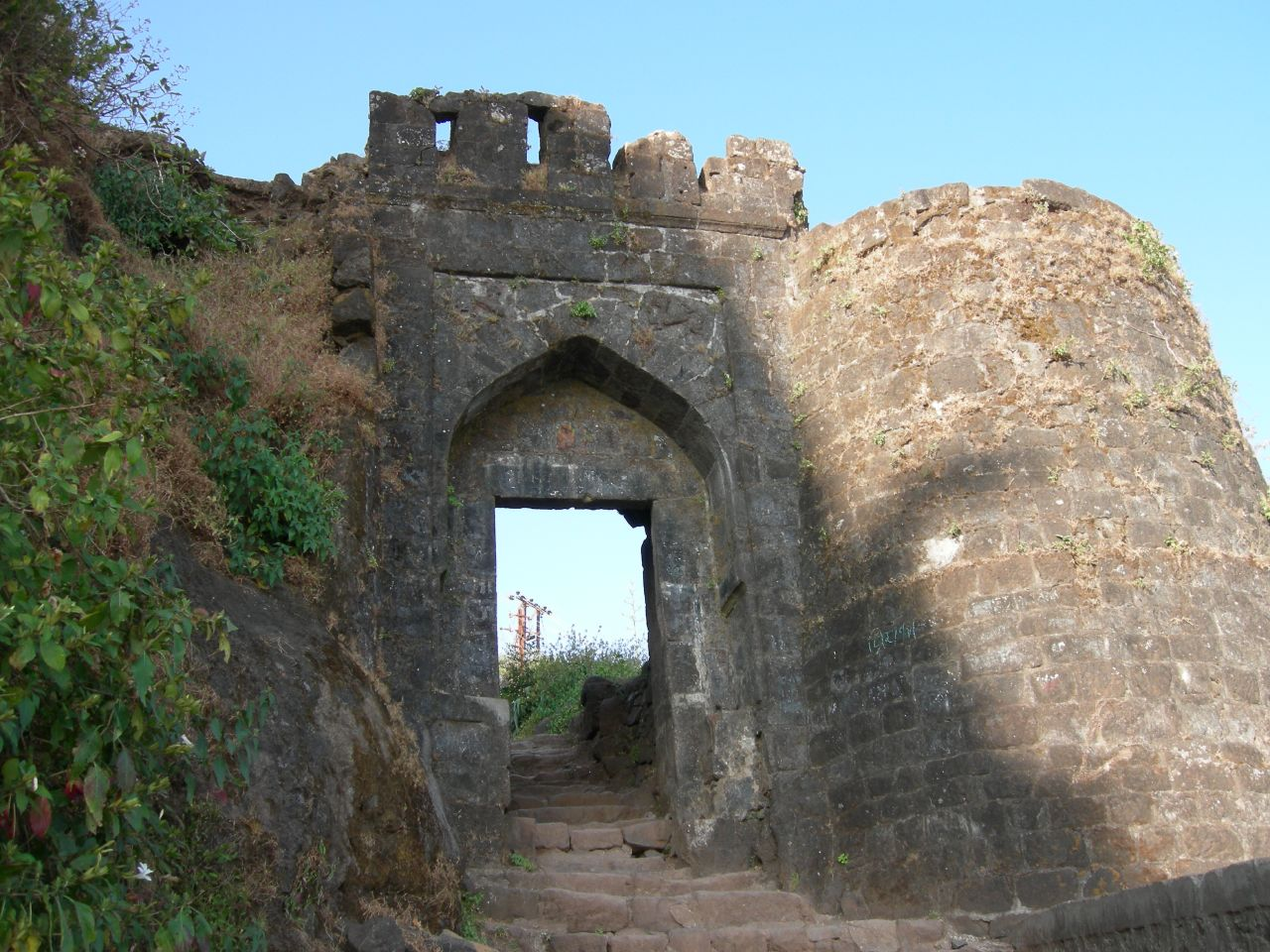
A entrada para Sinhagad

O forte de Sinhgad era conhecido inicialmente como "Kondhana", em homenagem ao sábio Kaundinya . O templo de Kaundinyeshwar, juntamente com as cavernas e esculturas, indica que o forte provavelmente foi construído cerca de dois mil anos atrás. Foi conquistado por Muhammad bin Tughlaq do rei Koli Nag Naik em 1328 DC.

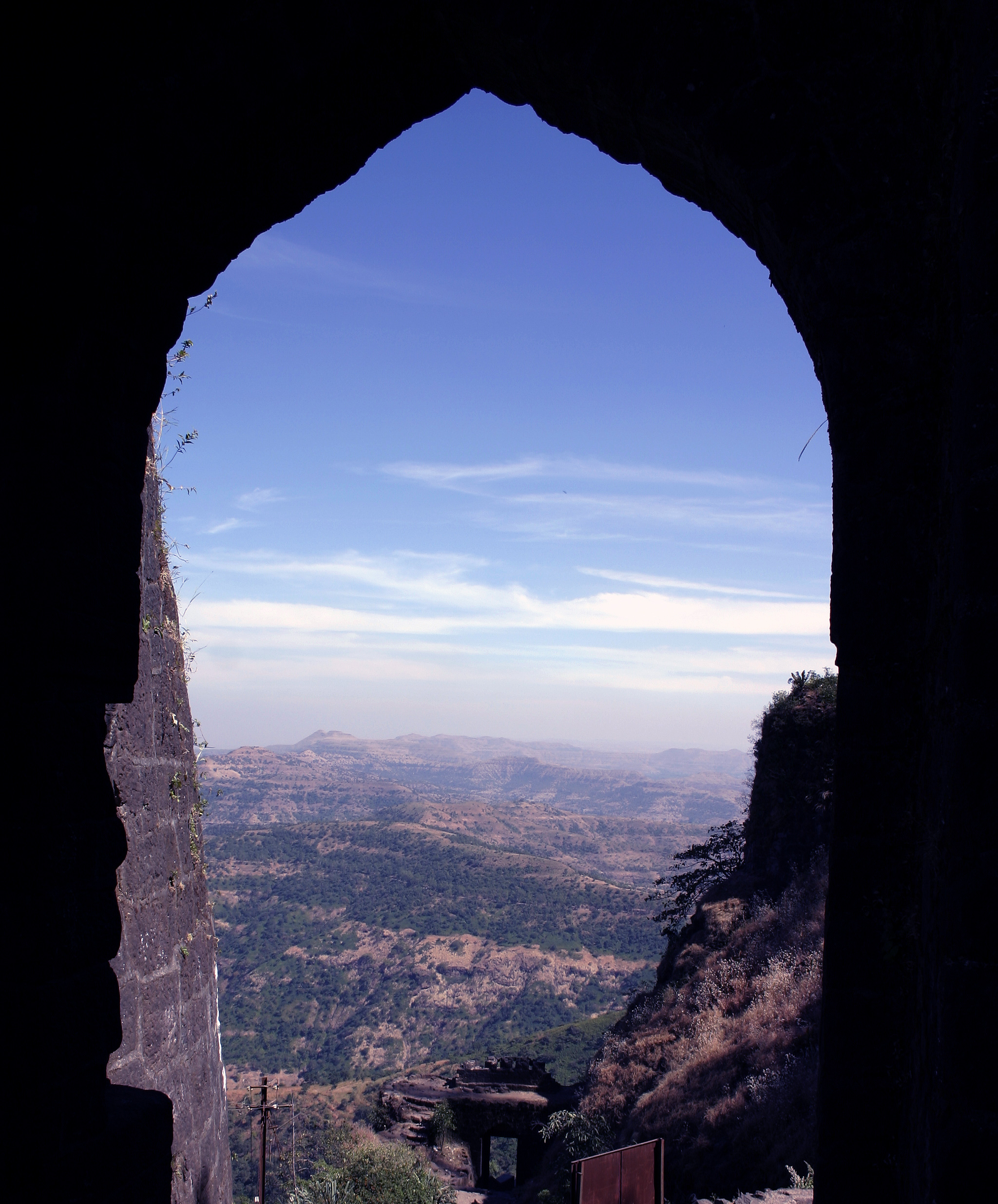
Sinhagad: Vista do "Pune Darwaja"

Shahaji Bhosale, como comandante de Ibrahim Adil Shah I, foi encarregado do controle da região de Pune. Seu filho Chhatrapati Shivaji Maharaj, recusou-se a aceitar os Adilshahi e iniciou a tarefa de estabelecer Swarajya. Chhatrapati Shivaji Maharaj conquistou o controle de Kondana em 1647 ao convencer Siddi Amber, o Adilshahi Sardar que controlava o forte, que ele, filho de Shahaji Bhosale, poderia administrar as defesas do forte da melhor forma possível. Bapuji Mudgal Deshpande desempenhou um papel fundamental nesta atividade. Adil Shah prendeu Siddi Amber por esse ato traiçoeiro e traçou um plano para recuperar a fortaleza. Ele aprisionou Shahaji Bhosale por um crime inventado e informou Chhatrapati Shivaji Maharaj. Em 1649, Adil Shah trocou a libertação de Shahaji pelo forte. Chhatrapati Shivaji Maharaj o recapturou em 1656, com a ajuda de Bapuji Mudgal Deshpande, que convenceu o comandante do Forte dando-lhe terras na recém-criada vila de Shivapur, e conquistou pacificamente o controle do forte.
Este forte viu ataques de Mughals em 1662, 1663 e 1665. Em 1664, "Shahistekhan", um general Mughal, tentou subornar o povo do forte para entregá-lo a ele, mas não obteve êxito.
Através do Tratado de Purandar, o forte passou às mãos do chefe do exército mogol "Mirzaraje Jaysingh" no ano de 1665.
Em 1670, Chhatrapati Shivaji Maharaj reconquistou o forte pela terceira vez e o forte passou para o domínio de Maratha, permanecendo até 1689 dC.
Após a morte de Chhatrapati Sambhaji Maharaj, os Mughals recuperaram o controle do forte. Os Marathas liderados por "Sardar Balkawade", o recuperaram em 1693. Chatrapati Rajaram tomou asilo neste forte durante uma incursão de Mogul em Satara, mas morreu no Forte Sinhagad em 3 de março de 1700 dC.
Em 1703, Aurangzeb conquistou o forte. Em 1706, voltou a cair nas mãos dos Maratha. Pantaji Shivdev de Sangola, Visaji Chafar e Pant Pratinidhis tiveram um papel fundamental nessa batalha. O forte permaneceu sob o domínio de Maratha até o ano de 1818, quando foi conquistado pelos britânicos. A ocupação, no entanto, levou três meses, sendo a conquista mais longa de qualquer forte em Maharashtra .  

### Batalha de Sinhagad

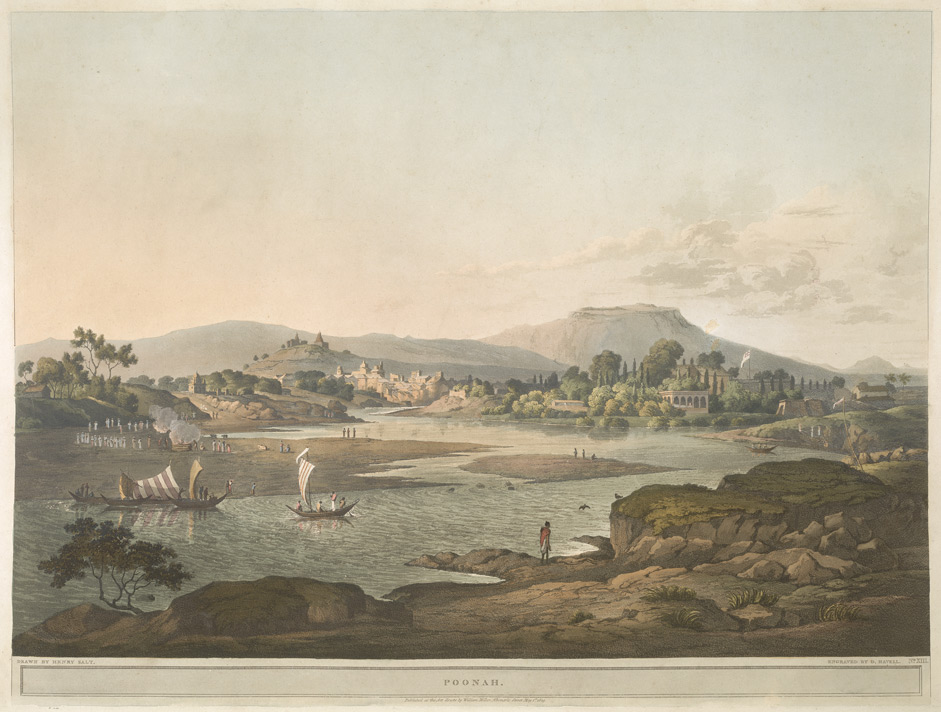
Uma pintura em aquarela de Pune que remonta ao final da era Peshwa do artista britânico Henry Salt. A imagem mostra o imponente Forte Sinhagad ao fundo.

Uma das batalhas mais famosas de Sinhgad foi travada por Tanaji Malusare, um general hindu Koli  de Chhatrapati Shivaji do Império Maratha, a fim de recuperar o forte em março de 1670. 

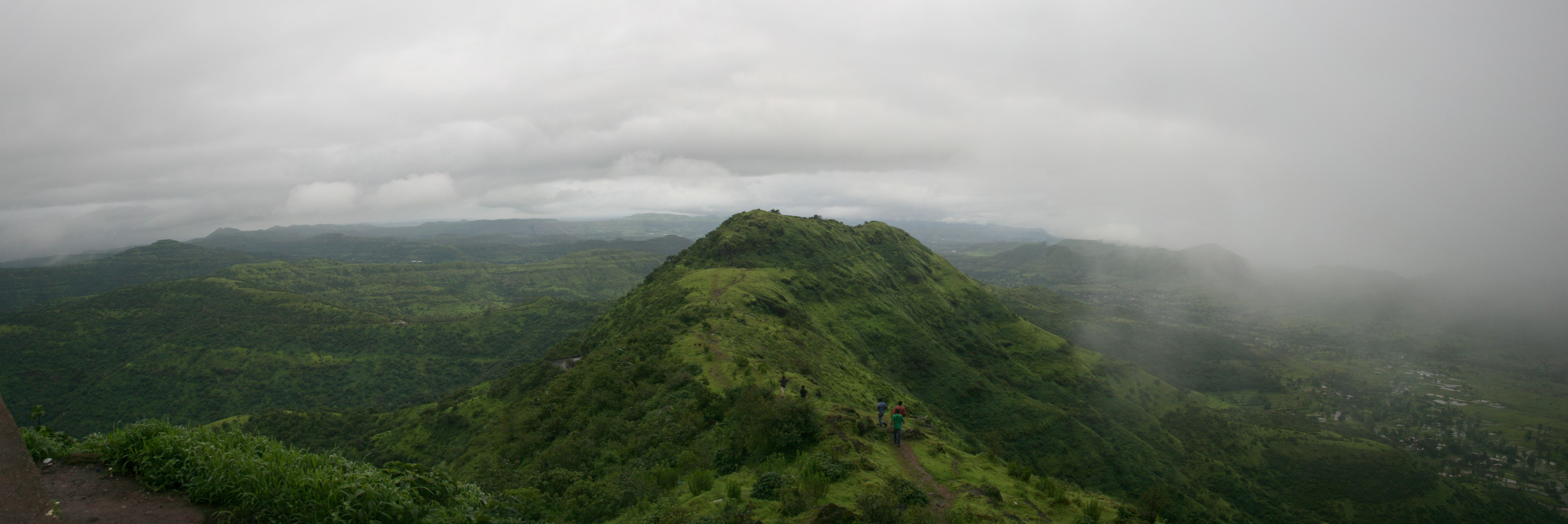
Vista de Sinhagad

O general escalou, na calada da noite, um penhasco íngreme que levava ao forte, com a ajuda de um lagarto domesticado chamado "Yashwanti", popularmente conhecido como Ghorpad. Depois disso, uma batalha violenta ocorreu entre Tanaji e seus homens contra o exército de Mughal, liderado por Udaybhan Singh Rathod, um sardar de Rajput que controlava o forte. Tanaji Malusare perdeu a vida, mas seu irmão Suryaji assumiu seu lugar e capturou o forte de Kondana, agora conhecido como Sinhagad.
Há uma anedota que, ao ouvir sobre a morte de Tanaji, Chhatrapati Shivaji Maharaj expressou seu remorso com as palavras "Gad aala, pan Sinha gela": "O forte foi conquistado, mas o leão se perdeu ".
Segundo dizem, o nome Sinhagad antecede esse conflito. Um busto de Tanaji Malusare foi posto no forte em memória de sua contribuição para a batalha.

## Cultura e Turismo

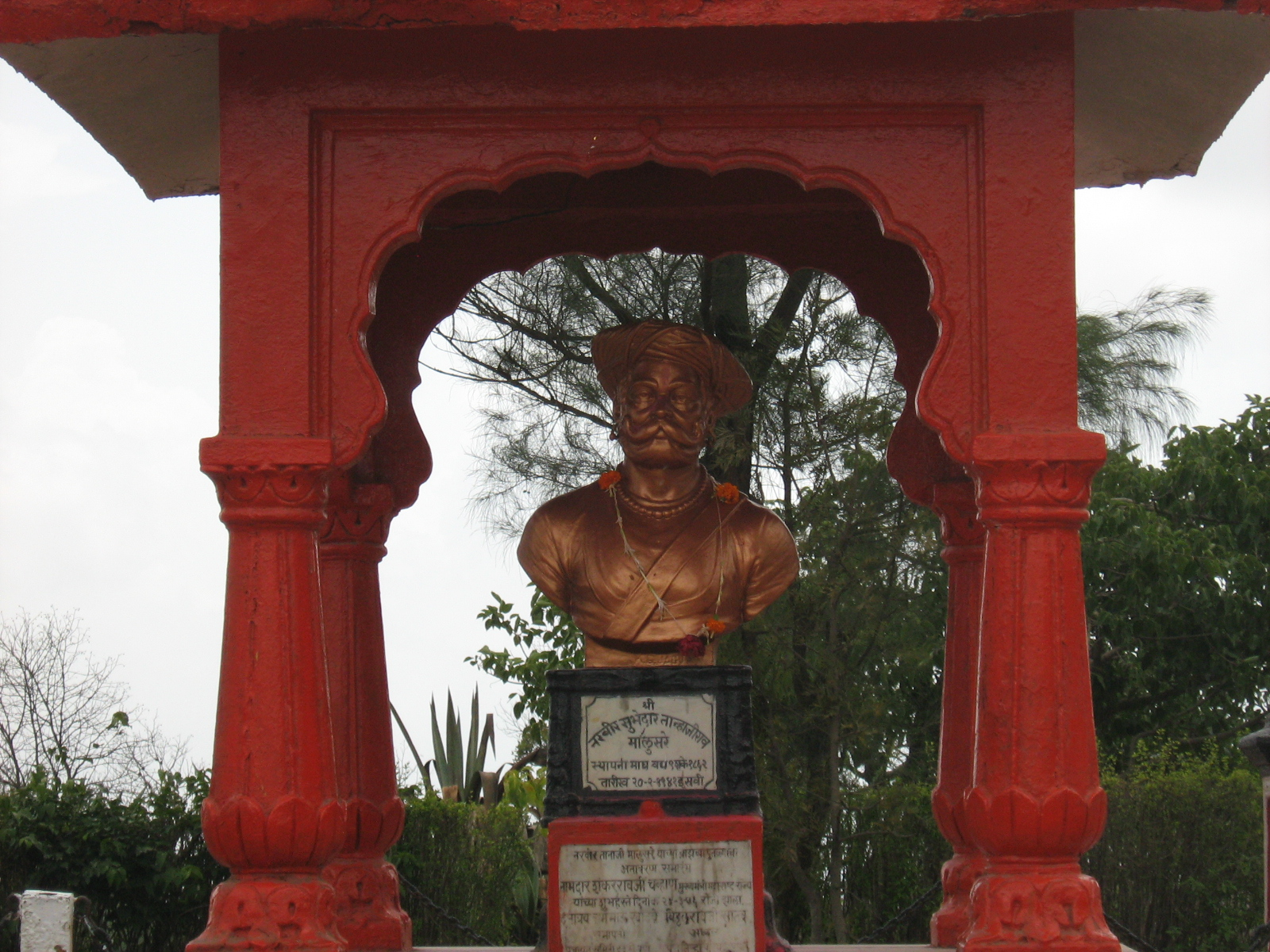
Um memorial comemorativo de Tanaji Malus está no topo do Forte Sinhgad. Apesar de estar em menor número contra o exército de Mughal, esse corajoso Maratha Sardar levou suas forças a uma vitória decisiva na batalha de Sinhgad (1670).

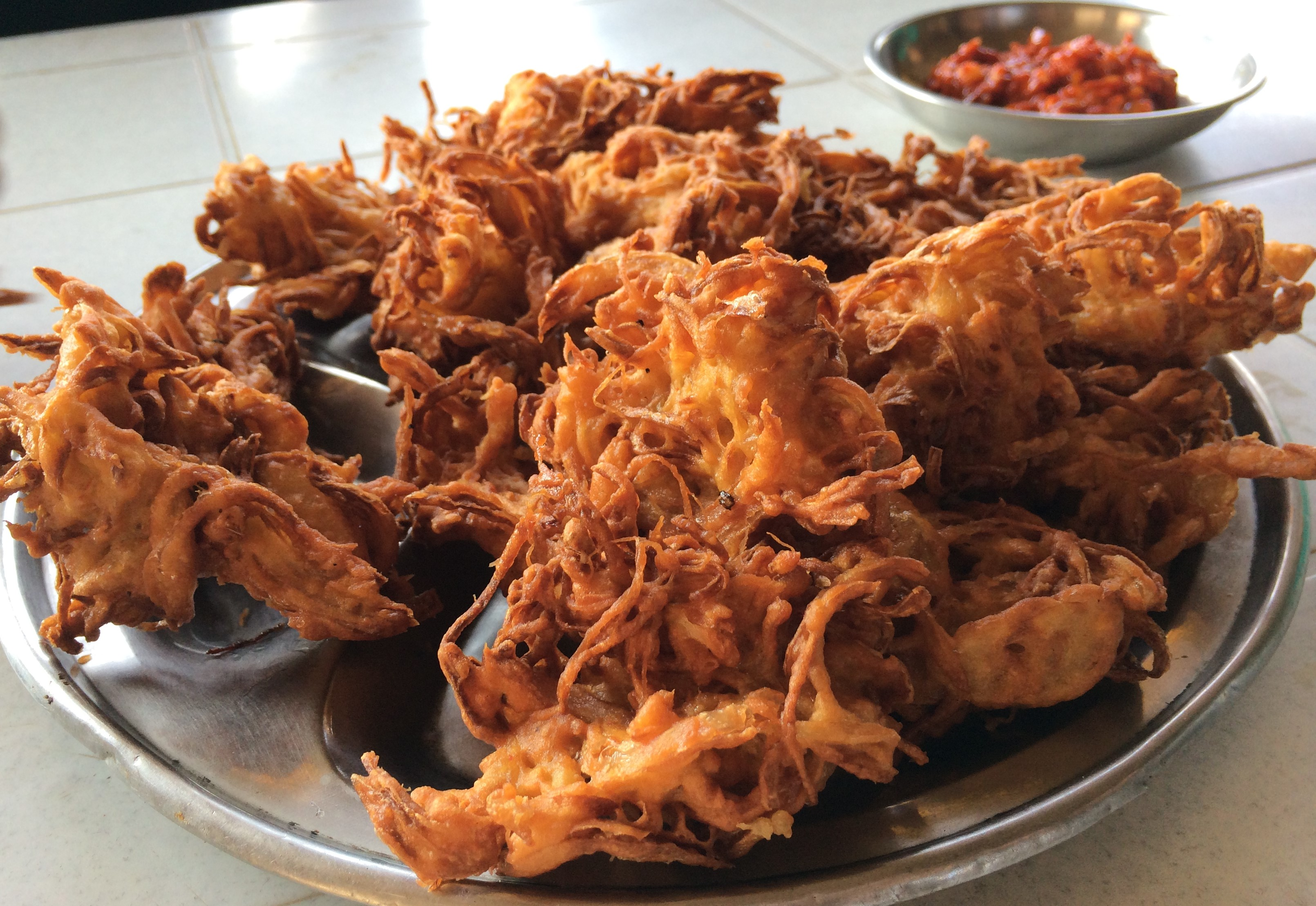
Kanda Bhaji é a iguaria local no Forte Sinhagad

O Forte Sinhagad é um destino popular para muitos moradores de Pune, incluindo entusiastas de caminhadas que podem acessar o topo do forte a partir da base da vila de Sinhgad. A caminhada envolve uma trilha de mão única de 2,7 km que chega a cerca de 600 m de altitude.
Partes da outrora extensa fortificação estão em ruínas. O forte abriga um memorial para Tanaji, bem como o túmulo de Rajaram Chhatrapati. Os visitantes podem ver os estábulos militares, uma cervejaria e um templo da deusa Kali, além de uma estátua de Hanuman ao lado direito do templo e os portões históricos. O memorial comemorativo original de Tanaji Malusare foi desenterrado pelos trabalhadores da restauração no Forte Sinhagad em fevereiro de 2019. A estrutura de pedra foi encontrada enterrada sob cimento, concreto e camadas de tinta a óleo e acredita-se ter cerca de 350 anos de idade.
O Forte Shinhagad desempenhou um papel vital na luta pela liberdade na Índia. Bal Gandagdhar Tilak, também conhecido como "O Pai da Agitação Indiana", usou o forte como refúgio de verão. Foi ali que Mahatma Gandhi, após seu retorno da África do Sul, teve um encontro histórico com Tilak. O bangalô tem seu busto na entrada.
Os exercícios de treinamento são realizados no forte por cadetes da Academia de Defesa Nacional em Khadakwasla. Eles são enviados regularmente em caminhadas e vão da Academia a Sinhagad em equipamento de batalha completo.
O forte também abriga uma torre de televisão para transmitir sinais de TV locais. Atualmente, alimentos não vegetarianos, festas com presença de bebidas alcoólicas e tabagismo são proibidos no forte.

A empresa Pune Mahanagar Parivahan Mahamandal Limited opera um serviço de ônibus de Shaniwarwada até o sopé de Sinhagad (Sinhagad Payatha) . A rota de escalada de ambos os lados do forte pode ser feita em uma hora. Serviços de táxi compartilhados para a base e também para o topo da montanha também estão disponíveis. 